# جانيس شتاين
جانيس شتاين هي عالمة سياسة كندية، ولدت في 1943.

## وصلات خارجية
- جانيس شتاين على موقع ميوزك برينز (الإنجليزية)